# Otaika
Pour la spécialité gastronomique, voir 'Ota 'ika.
La ville d' Otaika est une localité de la région du Northland, située dans l’île du Nord de la Nouvelle-Zélande.

## Situation
La ville de Whangarei est située à 7 km vers le nord.
La colline de ‘Tikorangi’ (avec son sommet de 161 m au-dessus du niveau de la mer) siège au sud.
Le torrent “Otaika Stream” court à partir du nord-ouest, traversant tout le secteur et se jetant dans le mouillage de ’Whangarei Harbour’ (en) 
La route State Highway 1/S H 1 traverse la localité.

## Économie
'Tikorangi' est le siège d’une carrière de calcaire utilisée pour faire le ciment de Portland (Ciment Portland ,  , .

## Population
La population de la zone d’”Otaika-Portland” était de 993 habitants lors du recensement de 2006 , en augmentation de 18 résidents par rapport à celui de 2001 .

## Histoire
En 1830, Okaika était un village Māori de l’hapū des Te Parawhau (en).
Tiakiriri en était le chef .
Les premiers colons Pakeha furent ‘Frederick’ et ‘George Taylor’, qui vécurent à ‘Otaika’ vers 1856 . 
D’autres colons Pākehā s’installèrent plus haut dans la vallée d’” Okaika “ à cette époque. Les oies errantes de ‘George Edge’ furent parfois mangées par les habitants locaux, conduisant à donner le surnom de "Kai-goose" à la vallée .

## Éducation
L’école d ’Otaika Valley School (en) est une école mixte contribuant au primaire, allant de l’année 1 à 6, avec une taux de décile de 4 et un effectif de 110 élèves .